# Hypomolis ockendeni
Hypomolis ockendeni là một loài bướm đêm thuộc phân họ Arctiinae, họ Erebidae.